# Clematochaeta acrophthalma
Clematochaeta acrophthalma är en tvåvingeart som först beskrevs av Mario Bezzi 1918.  Clematochaeta acrophthalma ingår i släktet Clematochaeta och familjen borrflugor. Inga underarter finns listade i Catalogue of Life.